# Николаевка (Поспелихинский район)
Николаевка — село в Поспелихинском районе Алтайского края России. Административный центр Николаевского сельсовета.

## География
Находится в 20 км к юго-востоку от Поспелихи, в 70 км к северо-востоку от Рубцовска и в 200 км к юго-западу от Барнаула. Село расположено на левом берегу Поперечной чуть ниже устья Землянухи.
Через село проходит автодорога Поспелиха — Змеиногорск.

## История
Село образовано в 1887 году переселенцами из Полтавской, Харьковской, Черниговской губерний.
Село назвали переселенцы из Харьковской губернии, которые жили на родине в одноименном селе.
Переселенцев привлекала река Поперечная. Она была до того чиста, что видна каждая песчинка на дне, а рыбу можно было ловить руками, так ее много. Земли брали столько, сколько могли обработать, вплоть до 1914 года, затем разделили на мужскую душу.
В 1891 году в Николаевке насчитывалось 1300 дворов. Было две улицы. Каждый из приехавших облюбовал себе место для жилья и поэтому самая густонаселённая и длинная улица была вплоть до реки Поперечная. Основная часть переселенцев строила дома из пластов дерна, самана или строила землянки как временное жилье. Трубы устраивали широкими, чтобы во время бурана можно было выйти через трубу на улицу. Но через несколько лет рядом с саманухой появился новый деревянный дом.
В 1898 году в селе была открыта первая школа. Одновременно с началом строительства церкви была открыта церковно-приходская школа. Основное место в ней отводилось Закону Божьему, церковному слову и пению.
После установления советской власти в селе перестала работать церковь и в здании церковно-приходской школы была открыта начальная школа. Взрослое население обучалось в избах-читальнях (располагались на ул. 8 Марта). В 1934 году была образована семилетняя школа. Первым директором был Пономарев Виктор Иванович. С 1960 г. школа стала восьмилетней. 1 сентября 1964 г. ребята сели за парты новой двухэтажной восьмилетней школы (ныне здание участковой больницы). В январе 1980 г. перешли в новую трехэтажную школу.

### Установление Советской власти
В 1918 году народ поднимается на борьбу с белыми. Власть в селе попеременно принадлежала то Советам, то белогвардейцам. В 1919 году на Алтае вспыхнуло восстание против Колчака. В селе был создан партизанский отряд, руководили которым Иван и Семен Музалевские. Позже партизаны присоединились к отряду Петра Сухова и участвовали в партизанском движении против Колчака. Лишь в 1920 году окончательно была установлена Советская власть в Николаевке.
В 1920 году в селе организован сельский Совет. Он располагался на ул. Ленинская (в жилом доме). Первым председателем его был Мазур Аким Семенович, потом председателем был Суховей Павел Яковлевич. В селе дислоцировался отряд ЧОН (части особого назначения) по ликвидации белогвардейцев, так как в округе оставались бандиты.
В те же годы в селе Николаевка были организованы коммуны. В 1929 году началась коллективизация, из коммун сделали колхозы. К Николаевскому сельскому совету относились села — Воронцовка, Углы, «Путь Пахаря», «Красная Звезда», «Красный Алтай». Позже в этих селах организованы сельские советы и колхозы.
В годы Великой Отечественной войны призваны были 600 человек. 327 земляков не вернулись домой. Многие награждены орденами и медалями. Среди них — Гончаров Иван Иванович, награжденный орденами Славы трех степеней.
Трудовой фронт в военные годы оказался не менее тяжелым. В селе остались старики, женщины, дети, а родине нужен был хлеб. Буханько Гавриил Николаевич, опытный механизатор стал обучать женщин, девушек на курсах механизаторов. Гавриил Николаевич много лет проработал бригадиром и в 1960-е годы был награжден высоким званием Героя Социалистического труда.
В 1950-е годы в Николаевке провели электричество.
В 1954 году на базе Николаевской МТС (директор Каменский А. С.) было создано 3 бригады первоцелинников. Их возглавляли Буханько Гавриил Николаевич, Пеляничко Николай Андреевич, Романенко Иван Семенович. В этот же период была построена грейдерная дорога до Поспелихи, а в начале 1960-х наложили асфальт и построили железобетонный мост через реку Поперечная.
12 декабря 1960 г. был организован совхоз «Николаевский». Первый директор Масалытин И. С., с 1974 г. руководителем работал Новоселов А. В., а с 1977 по 1996 г. — Тимохин В. Н. Хозяйство было одно из крупнейших, передовых в районе. Площадь пашни составляла 19 тыс. га, только зерновых сеяли 14 тыс.га. На фермах размещалось 4,5 тыс. голов крупного рогатого скота, 2,4 тыс. свиней, дополнительно была построена звероферма.
Село разрасталось, благоустраивалось. Начали строить дома из кирпича. Вначале 1960-х годов построили целую улицу на пустыре — двухквартирные кирпичные дома с центральным отоплением, вдоль улицы посадили ряды тополей.
В 1996 году начали вводить в дома воду, в конце 1970-х годов — осветили все улицы. 1972 г.- ребятишки вошли в новый двухэтажный детский сад, а в 1974 году на центральные улицы положили асфальт. В конце 1970-х годов появилась новая улица из белоснежных каменных домов, она так и называется — Новая.
В 1987 году построен спортивный стадион с трибунами. Через год открыли больницу — стационар. Построена телевышка (1989). В результате экономических преобразований остались недостроенными торговый центр, колбасный цех.

## Население
| 1926  | 1997  | 1998  | 1999  | 2000  | 2001  | 2002  |
| ----- | ----- | ----- | ----- | ----- | ----- | ----- |
| 4526  | ↘1926 | ↘1871 | ↘1816 | ↘1794 | ↘1683 | ↘1664 |
| 2003  | 2004  | 2005  | 2006  | 2007  | 2008  | 2009  |
| ↘1607 | ↗1610 | ↘1570 | →1570 | ↘1545 | ↗1553 | ↘1535 |
| 2010  | 2011  | 2012  | 2013  | 2014  |       |       |
| ↘1352 | ↗1359 | ↘1339 | ↘1336 | ↘1293 |       |       |